# Flughafen Egilsstaðir

i8
i11
i13
Der Flughafen Egilsstaðir (isländisch Egilsstaðaflugvöllur, IATA-Code: EGS, ICAO-Code: BIEG) ist ein internationaler Flughafen im Osten von Island.
Der Flughafen von Egilsstaðir in der Gemeinde Múlaþing wurde ursprünglich im Jahr 1968 in Betrieb genommen und seitdem mehrfach erweitert.
Der letzte größere Umbau, der dem derzeitigen Ausbauzustand entspricht, wurde am 23. September 1993 abgeschlossen.
Icelandair bietet Flugverbindungen zur Hauptstadt nach Reykjavík an.
Vom Sommer 2007 bis 2012 gab es eine internationale Linienverbindung nach Kopenhagen, diese wurde von Iceland Express angeboten.
Durch den Bau des Kárahnjúkar-Kraftwerks erlebte der Flughafen einen Aufschwung, es gab eine weitere Flugverbindung nach Kopenhagen durch die litauische Fluggesellschaft Aurela Air.
Der Flughafen Egilsstaðir ist neben Akureyri ein Ausweichflughafen für den Flughafen Keflavík.

## Fluggesellschaften und Ziele
Derzeit werden ausschließlich Inlandsflüge nach Reykjavík angeboten, diese werden von Icelandair mit Regionalflugzeugen des Typs De Havilland DHC-8 durchgeführt. Condor plant, ab Mai 2023 wöchentliche Flüge zwischen Frankfurt am Main und Egilsstaðir anzubieten.

## Verkehrszahlen
| Jahr | Fluggastaufkommen | Luftfracht (Tonnen) | Flugbewegungen |
| ---- | ----------------- | ------------------- | -------------- |
| 2021 | 77.506            | 151                 | 2.926          |
| 2020 | 48.173            | 110                 | 2.074          |
| 2019 | 83.954            | 133                 | 3.022          |
| 2018 | 94.225            | 141                 | 2.999          |
| 2017 | 98.989            | 172                 | 3.114          |
| 2016 | 96.629            | 211                 | 3.106          |
| 2015 | 91.373            | 200                 | 3.224          |
| 2014 | 89.186            | 209                 | 3.342          |
| 2013 | 94.162            | 211                 | 3.251          |
| 2012 | 99.278            | 200                 | 3.566          |
| 2011 | 101.424           | 193                 | 3.554          |

## Bildergalerie

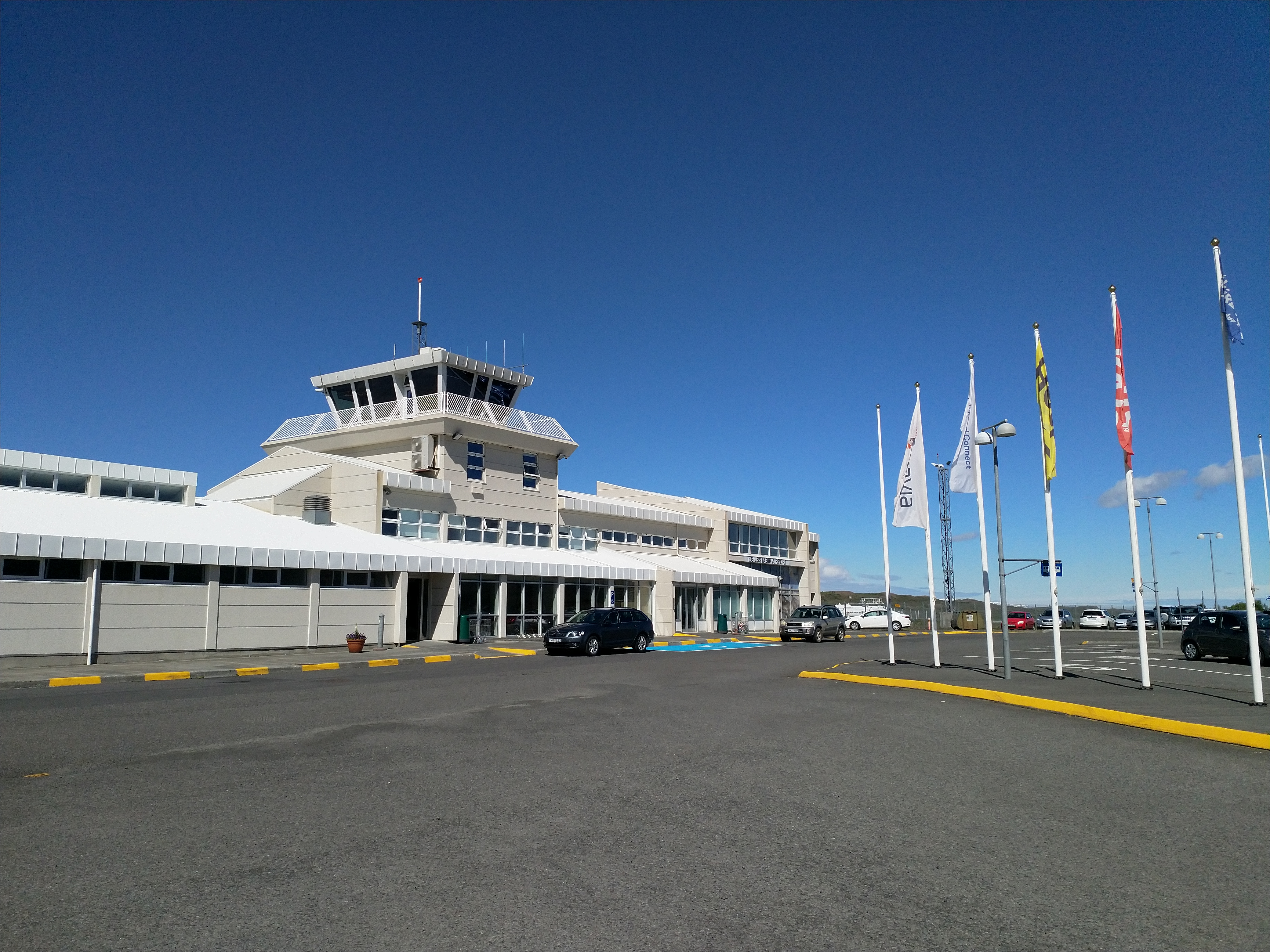
Terminal-Gebäude (2018)
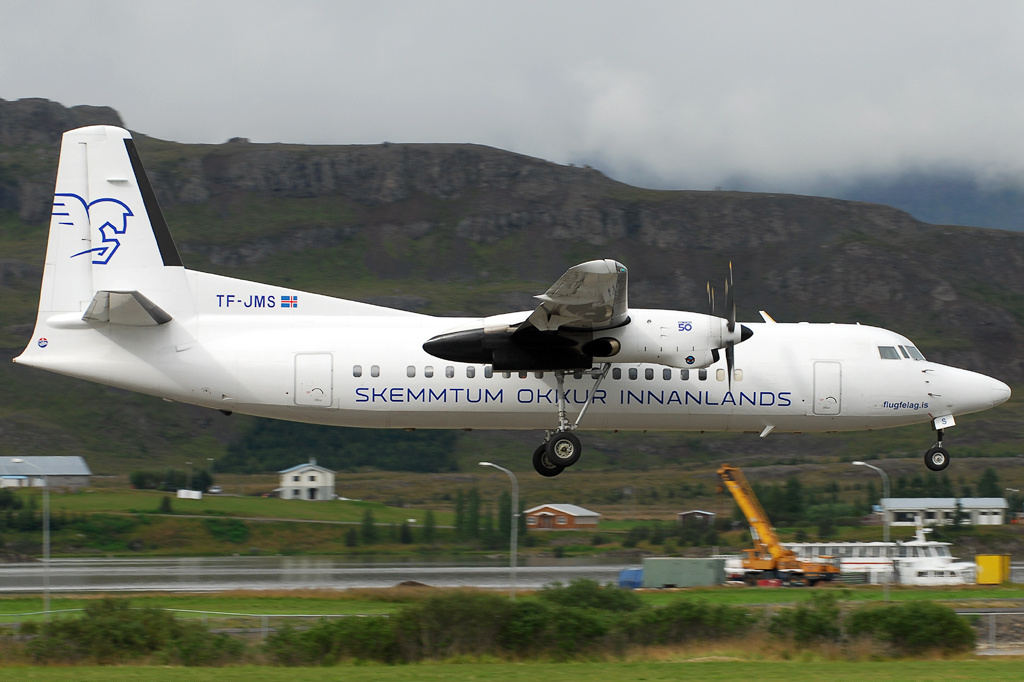
Fokker 50 TF-JMS der Air Iceland (2010)
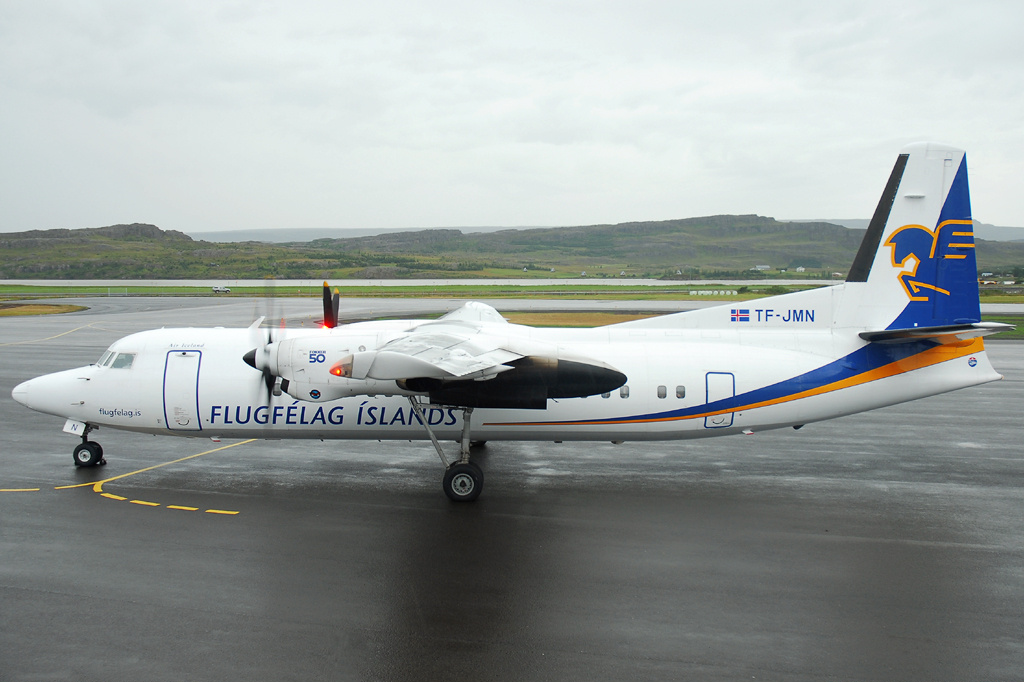
Fokker 50 TF-JMN der Air Iceland (2007)
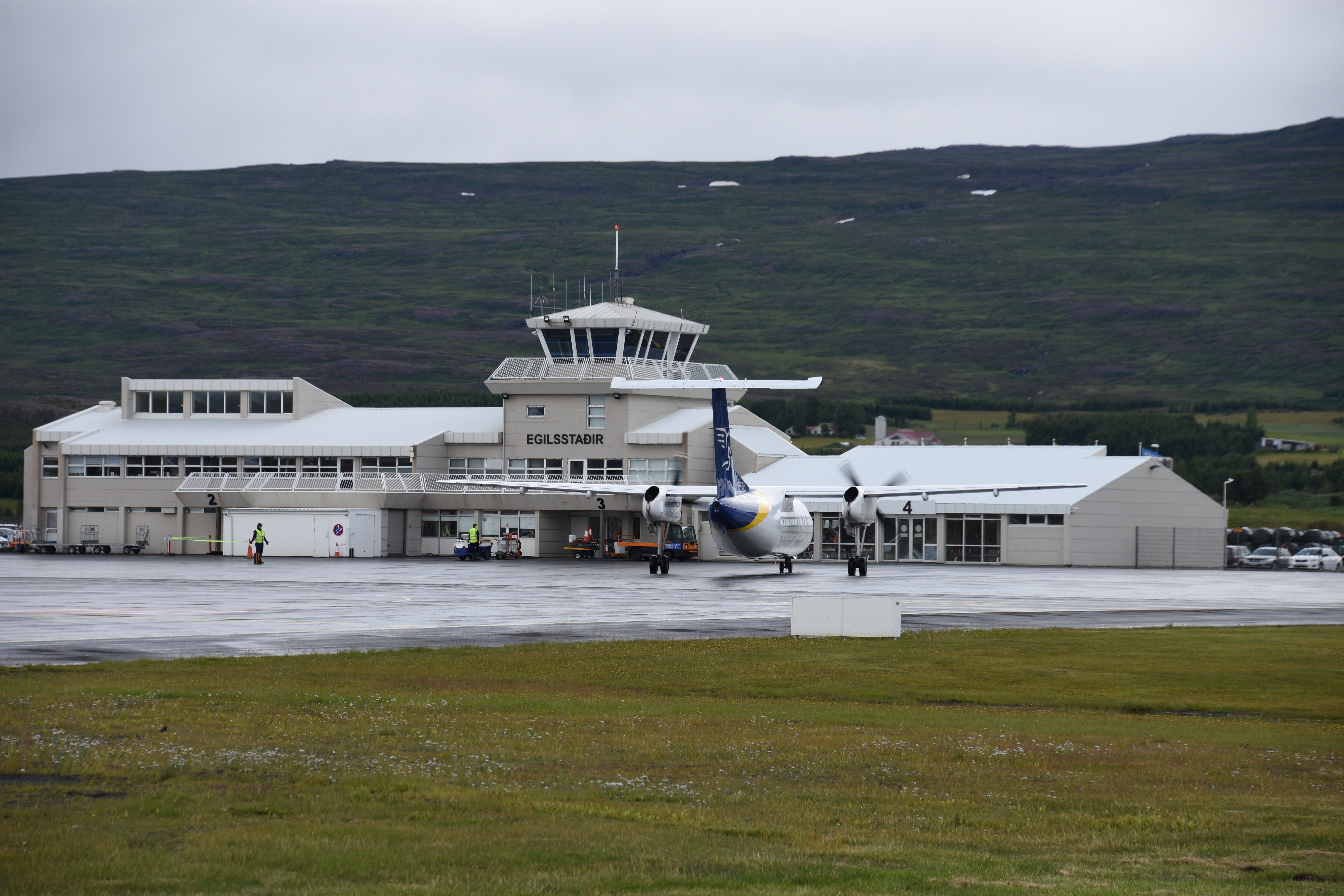
Terminal vom Rollfeld aus gesehen
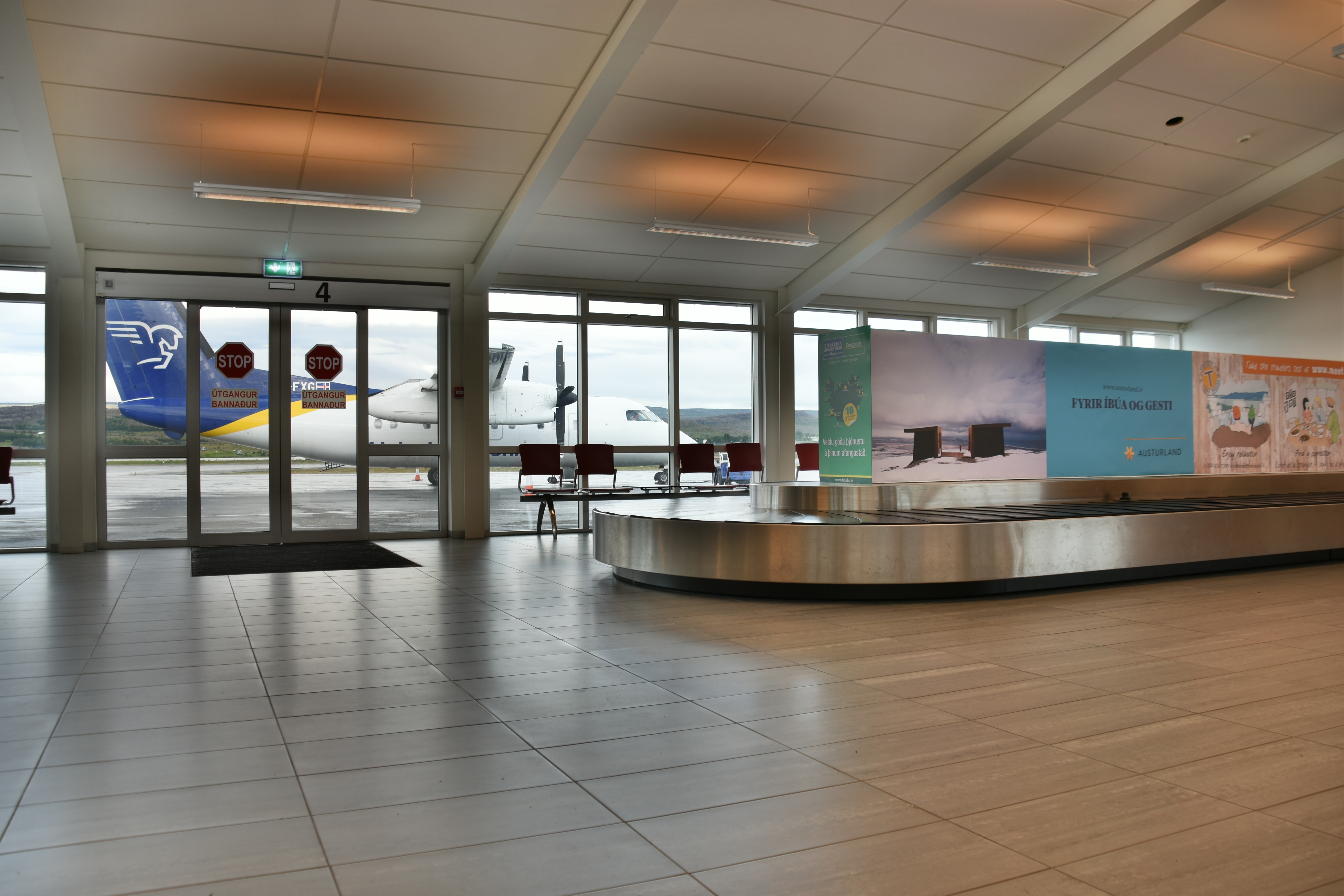
Ankunftshalle und Gepäckausgabe
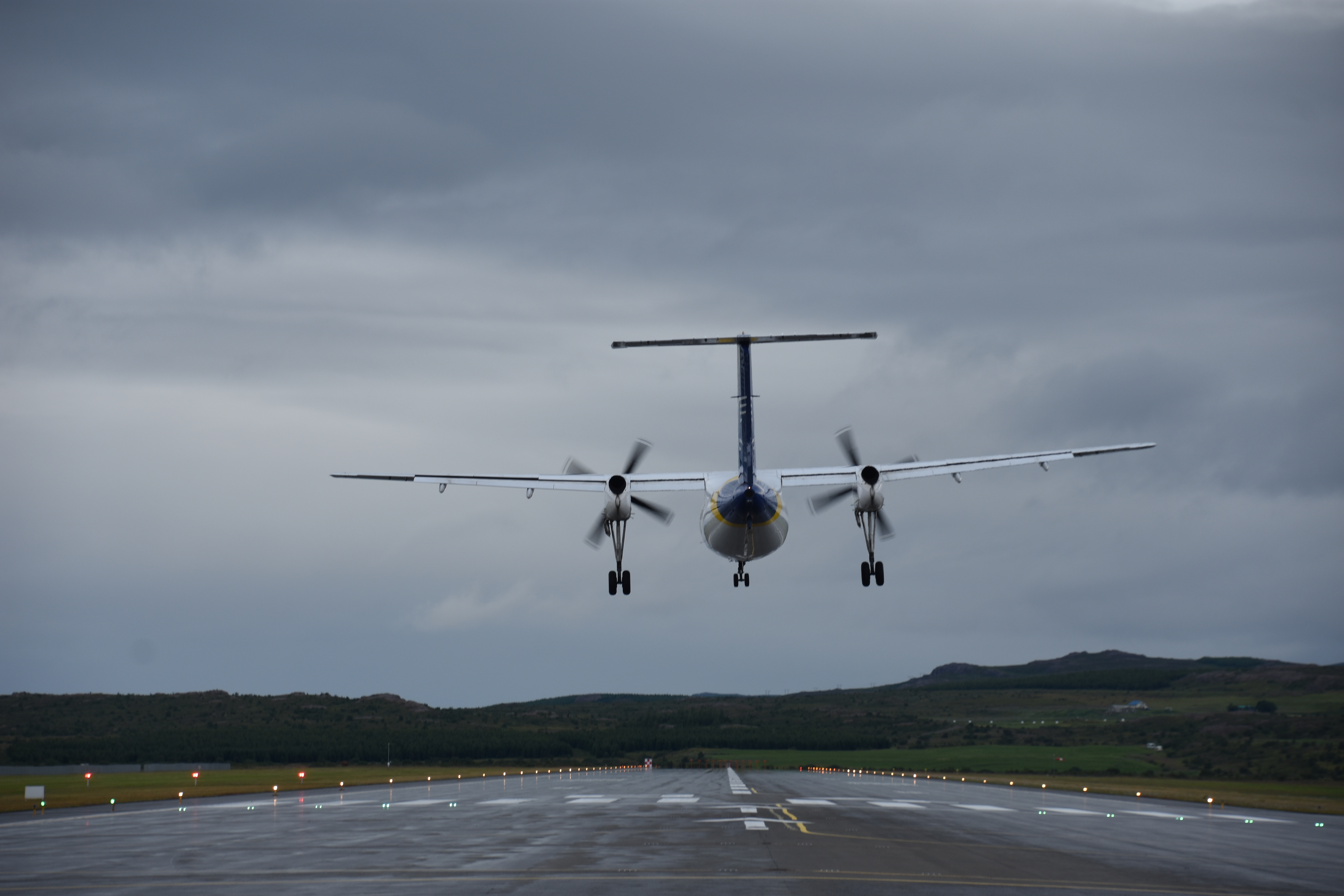
Flugzeug landet am Flughafen von Egilsstaðir